# Wilhelm Weitling
Wilhelm Weitling, född 5 oktober 1808 i Magdeburg, död 25 januari 1871 i New York, var en tysk utopisk socialist.

## Biografi
Weitling växte upp i armod, blev skräddargesäll och förde från 1828 ett kringflackande liv. Till slut kom han till Paris, där han genom intryck från François-Noël Babeufs, Charles Fouriers och Étienne Cabets skrifter övergick till kommunismen och även skrev sin första bok, Die Menschheit, wie sie ist und sein sollte (1838). 
Som delegerad för kommunisternas förbund sändes Weitling 1840 till Schweiz, där han bosatte sig och utvecklade en omfattande agitation i tal och skrift, utgav bland annat Garantien der Harmonie und Freiheit (1842), månadsskriften "Die junge Generation" (1842–1843) och Das Evangelium des armen Sünders (1845). Hans revolutionära verksamhet blev dock för mycket för myndigheterna; han dömdes till sex månaders fängelse och skulle därefter utlämnas till Preussen. 
Weitling lyckades dock fly till England, där han vistades till i början av 1846, agiterade därefter i Belgien och USA, men kom i juni 1848 till Berlin. Efter att ha utvisats därifrån försökte han att i Hamburg organisera ett revolutionärt förbund, men kom åter på kant med överheten. Han flydde till USA och fortsatte i New York sin verksamhet genom tidningen "Republik und Arbeiter" (1851–1854). Därefter upphörde han med sin politiska verksamhet. 
Weitlings teoretiska utgångspunkt är, i Jean-Jacques Rousseaus anda, människans ursprungliga godhet; det onda kommer in i världen genom egendoms- och arvsrätten. Om människorna lyssnade till förnuftets bud och inrättade samhället efter kommunismens principer, skulle den sociala harmonin och friheten komma av sig själv. Som första princip hävdar han "rätten till existens" och framhäver som en följd av denna de arbetsförmögnas plikt att försörja de arbetsoförmögna. I egenskap av upplysningsidealist, var han även den ideella rättfärdighetens förkämpe. Han har fred och broderskap som mål, men detta kan, enligt honom, inte nås utan hård kamp och användande av maktmedel från proletariatets sida.